# Liancourt
Liancourt – miejscowość i gmina we Francji, w regionie Hauts-de-France, w departamencie Oise.
Według danych na rok 1990 gminę zamieszkiwało 6178 osób, a gęstość zaludnienia wynosiła 1301 osób/km² (wśród 2293 gmin Pikardii Liancourt plasuje się na 32. miejscu pod względem liczby ludności, natomiast pod względem powierzchni na miejscu 899.).